# Haplochromis paraplagiostoma
Haplochromis paraplagiostoma là một loài cá đã tuyệt chủng thuộc họ Cichlidae. Nó từng được tìm thấy ở Kenya, Tanzania, và Uganda.